# 黄贤金
黄贤金（1968年2月—），男，汉族，江苏扬中人，中国土地资源管理学家，现任南京大学地理与海洋科学学院副院长、教授、博士生导师，南京大学图书馆馆长，民盟江苏省委副主委。